# صميل (غزة)
صُمِّيِل (بضم الصاد وتشديد الميم وكسر الياء واللام) وتسمى صُمّيل الخليل تمييزاً لها عن صميل (يافا) (المسعودية)، هي قرية فلسطينية كانت تقع على بعد 36 كم شمال شرقيّ غزّة، هدمت وهجر سكانها خلال حرب احتلال فلسطين عام 1948.

## القرية عبر التاريخ
كانت إحدى القرى الّتي أقامها الفرنجة عام 1168م خلال الفترة الصليبيّة كقاعدة حربيّة للهجوم على عسقلان، وللدفاع عن حصن آخر بُني سابقًا في بيت حبرين، ويُنسب اسم القرية إلى «صموئيل» وهو أحد رجال الفرنجة. خصّص السلطان المملوكيّ برقوق وارد القرية كوقف للحرم الإبراهيمي في الخليل، أيّ أنّ ورادها يذهب لمصلحة الحرم الإبراهيميّ، ولذلك عرفت القرية أيضًا بـ«بَرَكة الخليل».
مرّ العالم إدوار روبنسون في القريّة أواسط القرن التاسع عشر وأشار إلى أنّها قرية كبيرة الحجم تقع على مرتفع سهل وأشار إلى بئر كبيرة عامًة، كما وذكر وجود قطعة من سور قديم يبدو وكأنّه كان جزءًا من حصن في الماضي.

### فترةالانتداب
كان للقرية شكل نصف دائريّ في أواخر القرن التاسع عشر وبدأت القرية في هذه الفترة بالتوسّع إلى الجنوب الغربيّ طمعًا في الحصول على هدمات تجارية وطبيّة وإداريّة.

## معيشة القرية عشيّة الاحتلال
سكن القرية فلسطينيون مسلمون وكان لهم فيها مسجد واحد على الأقل بُني على أنقاض كنيسة صليبيّة، وكانت بيوت القرية مطوّبة. بُنيت بيوتها من البن وهو الطين الّذي خُلط في قوالب مع القصل وكانت تُنقل بعد جفافها والبناء منها. كما وبٌنيت فيها مدرسة للذكور عام 1936 والتحق فيها 88 طالبًا عام 1945.
كان سكّان القرية يتزوّدون مياه الاستعمال المنزليّ من بئر بلغ عمقها 48 مترًا ودعوها «بئر الخليل». وكانت تدفع الضرائب على غلال القمح والشعير والفاكهة وعناصر أخرى مثل الماعز وخلايا النحل، بالإضافة الحبوب والعنب والتين الّتي كانت محاصيلًا أساسيّة.
كانت النقود في القرية قليلة جدًا والمعيشة زهيدة، حيث كان ذراع القماش بقرشٍ واحد والدجاجة بثلاثة قروش وكيلو اللحمة بستّة قروش والعجل بأربعة جنيهات والجمل بخمسة جنيهات ونصف، والقرش الواحد يشتري اثنتي عشرة بيضة.

### عائلات القرية
كانت في القرية عائلات كبيرة وهي: سالم، وصبح، وعوض، وسلمي، وبشايرة، ورمضان، ودرابشة (مصريين)، وأصريوه، ومسلم وعائلة أبو حجّاج. كما كانت هنالك عائلات صغيرة لا يتعدّى أفرادها عدد الخمس عائلات، وهي: طه، والنجار، وأبو علي، وحمّاد، وحمدان.
يُعتقد أنّ العائلات الصغيرة كانت تنحدر من أصول مختلفة بالترتيب التالي: عائلة مسلم كان فيها شركس، وسلمي أكراد، وصبح من وادي موسى، ودرابشة مصريين، وبشايرة ورمضان وعوض من الأردن.
أقامت حمولة صبح على قلعة في وسط البلد ولما كثر عددهم توسّعوا إلى خارجها.

### مخاتير القرية
كان في القرية مختاران، مختار أوّل ومختار ثانٍ، وكانت توزّع الوظائف بينهما بحيث كان الأوّل هو المتنفّذ والثاني يأتي بالانتخاب وبحسب موافقة أهل البلد عليه. وكانت من وظائف المختار الالتقاء برجال الحكومة والشرطة ورجال الإصلاح. وكان على المختار أن يكرم رجال الشرطة أيضًا لعدم وجود مطاعم في القرية.

#### مخاتير عام 1948
كان المختار الأوّل الحاج أحمد محمد سلمي، والثاني يوسف أحمد حسن عوض. وامتلك المختار الأوّل ما مقداره 1400 دونمًا من الأراضي كانت معظمها محاور للبلد، أي أراضٍ خصبة بعيدة، واستبدلها مع اليهود على أراضٍ قريبة لأرض المختار. كان المختار فاحش الثراء معروفًا بثرائه على مستوى المنطقة قاطبة. وكان يمتلك الأغنام الّتي كان يرعاها راعٍ خاصّ ويكرم بها ضيوفه عند رعوتهم. أمّا المختار الثاني فقد كان فقيرًا، كان لديه بناء واحد ظفر فيه عشيّة الاحتلال، وقد كلفه البيت كثيرًا. وبعد الرحيل عن القرية تزوّج المختار الثاني ثانيةً وتوظّف مع وكالة «فورمل» في مخيّم الفوّار وبقي في الوظيفة إلى أن تقاعد ومات في الفوّار ودُفن هناك.

### الأعراس في القرية
كانت خطبة العروس على العريس تتمّ بلا ظهور العروس أمام العريس مطلقًا، وكان ابن العمّ هو الأولى من حيث الخطبة ولكنّ الأمر تغيّر لاحقًا حيث أصبحت خطبة ابن العم على ابنة عمّه منوطة بموافقة وتوافق من الجميع.
احتفل الناس باحتفال العريس والعرس، وكان في حفل العريس السامر والدبكة، وفي العرس ذبح الذبائح وإطعام الولائم لكلّ من حضر إليهم. وأحضر الحضور السكّر والأرزّ هديّة لأهل العريس، وكان الحال سيئًا ولذلك كانوا يحضرون البضائع بلا أكياس. أمّا إذا توفّرت الذبائح فقد كانوا يحضرون الذبائح هديّة، وكانوا يتسابقون على الخيل أحيانًا كطقس من طقوس العرس.

### العزاء في القرية
اعتاد أهل القرية عزومة أهل الميّت عند موت أحدهم، وكان العزاء يستمرّ أكثر من ثلاثة أيام حيث حضر المعزّون من الرجال من خارج البلد، وإذا كان المتوفّى معروفًا في الخارج وذا صيت كان يحضر المعزّون الذبائح. وصلت أعمار الرجال إلى ما يقارب 80 عامًا ولكنّ معدل أعمار الناس كان ما يقارب 70 عامًا.

### المقبرة
وُجدت المقبرة في شمال البلد بالقرب من مقبرة قديمة، وكانت أرض المقبرة مشاعًا لكلّ أهل القرية ولكلّ عائلة قسم منها بلا تحديد رسميّ. دُفن الناس المتوفّون فوق قبور قديمة في العموم ولكنّ أكابر القرية من الرجّال دُفنوا في قبور جديدة بحيث يكون لكلّ منهم لحد جديد حجارته من خارج البلد.

### الحارات
بُنيت حارات لكلّ عائلة وسُمّيت عند أهل الجبل بالـ«ساحة»، واختار بعض أهل القرية عدم الانضمام لحارات عائلاتهم فكانوا يبنون حارة خاصّة صغيرة عدد أفرادها قليل. بناء الحارات لم يكن متوفّرًا عند كلّ أهل القرية ومن لم يتوفّر له بناء حارة كان ينضمّ للسهر ولشرب القهوة عند حارة أخرى.

### القرية في رمضان
اعتاد أهل القرية تناول وجبة الإفطار بشكلٍ جماعيّ مع أهل القرية في الساحة بحيث يحضر كلّ شخصٍ ما تيسّر له من الطعام ويشارك أكله مع الجميع. عند استضافة ضيوف إلى القرية كان جميع أهل القرية يفطرون عند المضيف، ومنهم من يشارك الضيف (المحلّيّ) بالضيافة والمساعدة.

### الدراسة والتعليم
قبل عام 1936 كانت الدراسة حصرًا عند المشايخ، حيث أتقن المتعلّمون الكتابة والقراءة بفضل الكتاتيب.
عام 1936 فُتحت المدرسة الّتي بعُدت عن مركز القرية 750-800 م وكان بها معلّم واحد انضمّ إليه معلمٌ آخر لاحقًا، دفع أهل القرية أجرة واحد منهم. كان عدد الطلّاب في المدرسة 88 طالبًا موزّعين على خمسة صفوف.
كانت المدرسة للبنين فقط، ولم تكن هناك أي مدرسة للبنات. ووُظّف المعلّم في المدرسة بعد الصف الأوّل الثانويّ أو الثاني الثانويّ. وبعد التخرّج من المدارس بحث الطلّاب عن مهنة زراعيّة، وقليل منهم توجّه إلى المجدل أو إلى الخليل لإكمال التعليم. وكان كلّ أهل صمّيل من المتعلمين سوى 5 منهم بقوا أميين.

#### معلّمي سنة 1948
كان في البلد معلّمان في عام 1948، هما «خالد محمود مصطفى الخطيب» و«محمد علي خالد».

### المناخ والطقس
كان الطقس حارًا في الشتاء. معدّل المطر في صمّيل كان 440 ملم وكان المطر شحيحًا في سنة 1937 ولكنّه زاد عن معدّل رام الله في سنة 1944 حيث سقط 600 ملم من الأمطار في صمّيل. واحتاجت المزاريع ما يزيد عن 300 ملم من أجل نجاح القمح، و250 ملم من أجل نجاح الشعير.

### بئر القرية
واسمه بئر خليل وعمقه 48م، وماؤه عذب وصحّي روى القرية كلّها ولم توجد أي آبار غيره. اتّفق أهل البلد على حفر المواصير لتوصيل المياه إلى مناطق القرية إلّا أنّ المشروع لم يتمّ.

### ديانة القرية
جميع أهل القرية كانوا مسلمين، وكان في القرية مسجد واحد وكان الناس يقبلون لصلاة الجمعة وصلاة العيد حيث يمتلئ المسجد ويصلّي الناس في خارجه أيضًا. لم يغب أهل القرية عن الصلاة إلّا نادرًا. وحجّ الكثير من أهل القرية رغم بهاظة ثمن الحجّ وصعوبة ظروف التنقّل بالسيارات وعدم ثباتها على الطرق غير المعبدة.

### الصحّة في القرية
لم تكن هناك أي عيادات في البلد. وسُجّل المواليد الجدد عند المختار وحضر شخص من قسم الصحّة لتطعيمهم (خاصّة ضدّ الجدري وأبو خاتون). أمّا عند مرض أحد أهل القرية واشتداد مرضه كانوا يأخذونه إلى تصبية - وهو طبيب ألمانيّ يتكلم العربيّة والألمانية والعبريّة، وكان من أمهر الأطباء. لم تكن هناك تغذية صحيّة للطفل ولكن بأكل كما تأكل العائلة.

### آثار في القرية
احتوت صمّيل على بقايا قلعة من العصور الوسطى وأعمدة وبركة مبنيّة بالدبش، وكان فيها «بير صمّيل» أو «بير الخليل» الّذي احتوى على بئر وقطع من الفخّار وعواميد من الرخام.
وقعت خربة «أبي عرّام» في جنوب القرية وكان فيها أيضًا آثار منها أنقاض مغارة وحصى وفسيفساء.

## السكان
قُدّر عدد سكانها عام 1596 بحوالي 363 نسمة، وارتفع عددهم تباعًا حتّى سنة 1948 وكان قد بلغ 1102 نسمة. بحسب تقدير تعداد اللاجئين من عام 1998 بلغ عدد اللاجئين من القرية 6767 نسمة.
كان في القرية 283 بيتًا عام 1948.

## الموقع
بُنيت القرية على تلّ رمليّ في السهل الساحليّ محاطًا بالأودية، وربطتها طرق فرعيّة بالطريق العام بين المجدل وبيت جبرين عند ملتقى الطرق قرب قرية عراق المنشيّة. وبعض الطرق في القرية كانت معبّدة وبعضها ترابيّ. وأحيطت البلدة بأراضي بعلين وجسير والجلديّة وتلّ الترمس وبرقوسيا وزكرين وزيتا.

## أراضي صمّيل
بلغت مساحة أراضي صمّيل 18923 دونماً، منها 16261 دونمًا للفلسطينيين و2620 دونمًا تسرّبت للصهاينة و42 دونمًا مشاع.
54 دونمًا من أراضي الفلسطينيين كانت مزروعة بالبساتين المرويّة، و16101 دونمًا مزروعة بالحبوب، و31 دونمًا مبنيّة. و16155 دونمًا صالحة للزراعة و498 دونمًا بور.
قُسّمت أرض البلد إلى 6 أجزاء لاّن البلد احتوت على 6 حمايل وكان لكلّ منها حمولة 54 قيراط، واشترك مع بعض الحمايل عائلات متفرّقة.

## احتلال صمّيل وتطهيرها عرقيًا
احتلت قوات إسرائيلية من لواء غفعاتي في إحدى هجماته الّتي كان يشنّها جنوبًا، وذلك خلال الفترة الّتي عُرقت ب«الأيام العشرة» أو فترة ما بين الهدنتين (بين 8 و18 تمّوز من عام 1948). دخل الصهاينة إلى صمّيل في 9 تمّوز 1948 وأحرقوا القرية ورجع بعضهم متسلّلين، طُرد سكّانها منها شرقًا نحو منطقة الخليل، انتقل بعض أهل القرية إلى إذنا ومنها إلى النبي صالح ثمّ إلى الكهوف في تفوح ومنها إلى مخيّم الفوّار.

## القرية اليوم
لا تزال بقايا بيوت القرية موجودة وبقايا حائط يُرجّح أنّه بُني سابقًا ليحيط القرية. ومن حيث النباتات، فإنّ نبات الخبّيزة يغطّي الموقع إضافةً إلى حشائش بريّة وشجيرات شوج المسيح وسياجات كثيفة من نبات الصبّار. كما ويمكن رؤية طريق قرويّة قديمة وإلى جانبها صفّ من نبات الصبّار. وبُني على أرض القرية كوخ يأوي عائلة عربيّة (الّتي يُرجّح أن أفرادها يعملون في إحدى المستعمرات الإسرائيليّة). أما بقيّة الأراضي المجاورة فإنّها تُستغلّ من المزارعين الإسرائيليين.

### مغتصبات صهيونيّة على أرض القرية
أُقيمت خمس مستعمرات على أراضٍ كانت تابعة للقرية وهي:
- عام 1946 - كدما [الإنجليزية] والّتي تقع إلى شمال موقع سكن القرية.[2]
- 1953 - سغولا [الإنجليزية]، منوحا [الإنجليزية]، نحلا (موشاف) [الإنجليزية] الّتي تقع غرب مستعمرة كدما وبالقرب منها.[2]
- 1968 - فردون [الإنجليزية].[2]